# Обляков Іван Сергійович
Іван Сергійович Обляков (рос. Ива́н Серге́евич Обляко́в, нар. 5 липня 1998, Виндин Остров, Росія) — російський футболіст, центральний півзахисник клубу ЦСКА та національної збірної Росії.

## Ігрова кар'єра

### Клубна
Займатися футболом Обляков починав у своєму рідному місті Виндин Остров. З дев'ятирічного віку він продовжив займатися у СДЮШОР пітерського «Зеніта». У 2016 році на турнірі Меморіал Гранаткіна Іван Обляков став кращим гравцем турніру і отримав ряд пропозицій від провідних російських клубів. Але продовжив виступати у дублі «Зеніта» у ФНЛ. Та 28 червня футболіст підписав контракт з клубом «Уфа».
Вже у першому турі нового сезону Обляков дебютував у складі «Уфи». Разом з командою у липні 2018 року футболіст брав участь у матчах кваліфікації Ліги Європи. Та пізніше Обляков перейшов до московського ЦСКА.
Перед початком сезону 2022/23 Іван Обляков взяв номер 10, під яким раніше грав Алан Дзагоєв.

### Збірна
У складі молодіжної збірної Росії у 2021 році Обляков брав участь у молодіжній першості Європи.
У травні 2019 року Обляков потрапив у розширений список гравців на матчі відбору до Євро - 2020. Свій перший матч у складі національної збірної Росії Іван Обляков провів 12 листопада 2021 року у товариському матчі проти команди Молдови.

## Титули і досягнення
- Володар Кубка Росії (2):

ЦСКА: 2022-23, 2024-25
- Володар Суперкубка Росії (1):

ЦСКА: 2025